# Johann Rudolf Krenger
Johann Rudolf Krenger (* 15. Mai 1854 in Seeberg; † 17. September 1925 in Interlaken) war ein Schweizer Lehrer und Komponist.

## Leben

### Familie
Johann Rudolf Krenger war der Sohn von Christian Krenger und dessen Ehefrau Maria (geb. Schneeberger). Er war ab 1880 mit der Sumiswalder Lehrerin Rosalie, Tochter von Johann Leuenberger aus Wynigen, verheiratet.

### Werdegang
Johann Rudolf Krenger erhielt in Bern eine Ausbildung zum Primar- und Sekundarlehrer. Er war darauf bis 1886 als Lehrer, Dirigent und Organist in Biglen, Kirchberg, Lützelflüh sowie 1882 in Steffisburg, und darauf von 1886 bis 1922 als Sekundarlehrer in Interlaken tätig.

### Musikalisches Wirken
Johann Rudolf Krenger war Dirigent des Männerchors Interlaken und Bezirksdirektor der oberländischen Kreisgesangverbände. 1912 wurde er, als Nachfolger von Karl Munzinger, Direktor des bernischen Kantonalgesangvereins und gehörte der Musikkommission des Kantons Bern an.
Er war Herausgeber verschiedener Chorliederbücher und schuf rund 60 Chorkompositionen, vier Singspiele, Kantaten und Jodellieder, von denen viele auch heute noch als Klassiker des Chorgesangs gelten. Viele seiner Lieder bearbeitete er mit Oskar Friedrich Schmalz (1881–1960), mit dem er nach dem Ersten Weltkrieg regelmässig Alphornkurse gab, um das Instrument wieder populär zu machen; so führte er am 8. Oktober 1921 in Trub den ersten schweizerischen Alphornbläserkurs durch.
Gemeinsam mit dem Bühnenautor Arnold Heimann schrieb er 1902 das Singspiel En Bärgdorf uf Mägisalp und mit dem Pfarrer von Trubschachen, Gottfried Strasser, das Emmentaler Volkslied Trueberbueb. Gemeinsam mit dem Meiringer Ediar Jaun (1854–1913) komponierte er das Lied Lengi Zyti, das im Haslital während des Ubersitz gesungen wurde.
Als Kampfrichter wurde er an 38 Gesangfeste berufen, so unter anderem 1901 als Richter für die Wettgesänge während des Sängertags in Burgdorf.
Es erschienen unter seiner Leitung drei Volksliederbücher für Männerchor, mit teilweise über zehn Auflagen, drei für Gemischten Chor und zwei für einen Frauenchor.
Für mehrere Jahrzehnte war er Organist der Kirchgemeinde Gsteig bei Interlaken.

## Mitgliedschaften
Johann Rudolf Krenger war seit 1874 Mitglied im Grütliverein, Sektion Biglen. Viele Jahre war er Präsident des Oberländischen Fischereivereins. Er war in 18 Vereinen und Verbänden Ehrenmitglied.

## Schriften (Auswahl)
- Der Hochrhein. 1901.
- Im Heimattal. 1910.
- Heimatsang: Alte und neue Liederweisen, bearbeitet für drei ungebrochene Stimmen. 1915.
- Der Alphornbläser – Kurze Beschreibung der Form, Beschaffenheit, Tonumfang, Klangfarbe und Wirkung des Alphorns, nebst 100 methodisch geordneten Übungsbeispielen und melodischen Sätzen. 1922.
- Bi üs im Bärnerland: zehn Volks- und Jodellieder für gemischten Chor mit Soli. 1923.
- Volkslied, Jodel und Jodellied. K. J. Wyss und Erben, Bern 1924.
- Johann Rudolf Krenger; Oskar Friedrich Schmalz: Aus der Heimat - 18 Volks- und Jodellieder aus der Sammlung «Bi üs im Bärnerland». 1925.
- mit Leo Fink: Menk und Vreni oder Die Verlobung auf der Alp. Singspiel in 1 Akt. 1928.